# Roy Adkins
Roy Francis Adkins (Hammersmith, Londen, 4 oktober 1947 - Amsterdam, 28 september 1990) was een grote Britse drugshandelaar, die afwisselend in Engeland, Spanje en Nederland woonde. Aan het eind van de jaren zeventig had Roy Adkins voor het eerst contact met drugsbaron Klaas Bruinsma. Zijn bijnaam daar was 'The fat man'.
In 1984 werd hij de centrale man in de divisie drugs van de organisatie van Klaas Bruinsma. Hij bracht die divisie op internationaal niveau. In 1988 vestigde hij zich definitief in Amsterdam, omdat de Britse douane hem op het spoor was. Na een inbeslagname door de politie van 45000 kg hasj, bekoelde de relatie tussen Bruinsma en Adkins.
Roy zeilde regelmatig wedstrijden met zijn 'Mistress' in Breskens. Ook daar trok hij vaak met Klaas Bruinsma op.
Op 28 september 1990 werd hij in het American Hotel in Amsterdam vermoord op 42-jarige leeftijd.
Deze moord werd naar alle waarschijnlijkheid door de Joegoslavische maffia op touw gezet.